# SMS Sankt Georg
La SMS Sankt Georg, in ungherese Szent Gyorgy (San Giorgio), fu un incrociatore corazzato della Marina Imperiale Austro-Ungarica, prima ed unica unità della sua classe, ed in servizio durante la prima guerra mondiale.

## Costruzione
La nave venne costruita in risposta agli incrociatori italiani della classe Giuseppe Garibaldi.

## Servizio
Nel 1905 la nave partecipò alla squadra navale internazionale nel Levante insieme all'incrociatore leggero SMS Szigetvár. Nel 1907 insieme con l'SMS Aspern andò negli Stati Uniti per commemorare i 300 anni della città di Jamestown in Virginia. Nel 1913 effettuò delle crociere di pattugliamento durante la seconda guerra balcanica.
Durante la prima guerra mondiale, con l'impero germanico ancora neutrale, la nave accolse la SMS Goeben e la SMS Breslau che si dirigevano a Pola per riparazioni. La nave prese parte a varie incursioni sulla costa adriatica; in particolare:
- il 18 giugno 1915 insieme alla SMS Szigetvár attaccò le città di Rimini e Pesaro e la zona del Metauro;
- il 3 febbraio 1916 guidò una squadra formata da tre cacciatorpediniere e due torpediniere che bombardò Ortona e San Vito Chietino e venne affrontato da un treno armato della Regia Marina munito di pezzi da 152/40 che con la sua controbatteria costrinse le navi ad interrompere l'azione[3]. Secondo altre fonti, alla squadra si accompagnava anche l'incrociatore SMS Helgoland;[4]
- Nella notte tra il 28 e il 29 agosto partecipò ad un attacco della flotta contro la costa italiana.

L'incrociatore prese parte anche all'attacco del canale d'Otranto il 14 e 15 maggio 1917, cui gli Alleati avevano posto un blocco prevalentemente in funzione antisommergibile; durante l'attacco furono comunque affondati 14 drifters alleati. Il Santk Georg era a capo del gruppo di supporto distante agli incrociatori leggeri della classe Helgoland impegnati nell'azione diretta. Gli incrociatori britannici, intervenuti con una scorta di cacciatorpediniere italiani e francesi, colpirono il Novara e si lanciarono all'inseguimento, dal quale si disimpegnarono solo quando un ufficiale italiano segnalò l'uscita di pesanti forze austro-ungariche da Cattaro mentre il Saida trainò il Novara in porto riuscendo nel salvataggio. La manovra riuscì proprio grazie alla presenza del Sankt Georg che, con i suoi cannoni da Škoda 24 cm K01 rappresentava una minaccia troppo grande per gli incrociatori britannici armati con cannoni da 6" (155mm).
Il Sankt Georg venne radiato il 4 aprile 1918 dopo la fine della prima guerra mondiale, e ceduto alla Royal Navy nel 1920 in conto riparazioni dei danni di guerra . La nave è stata venduta a demolitori italiani nel 1921 e demolita successivamente.